# Institut national de la santé et de la recherche médicale

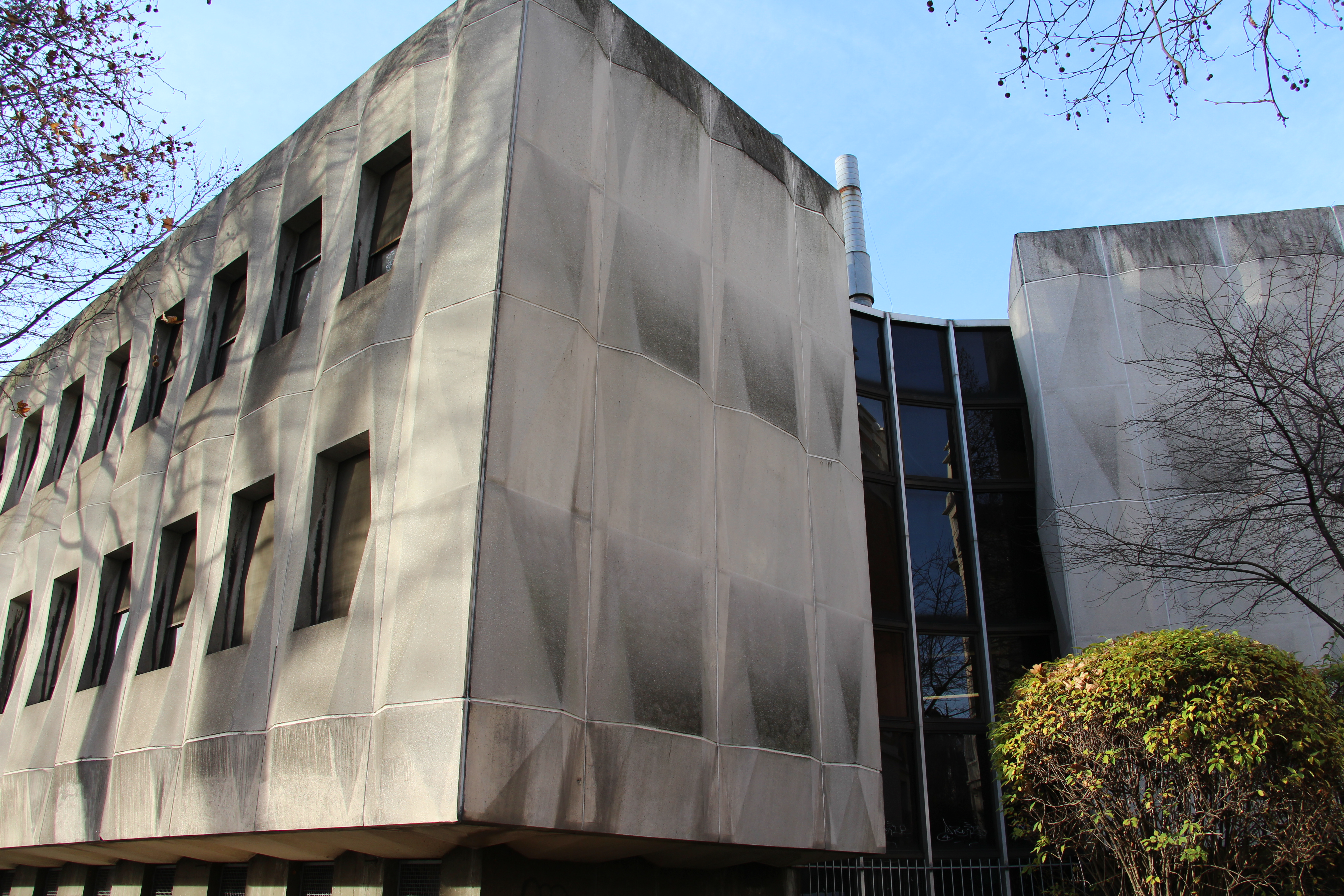
INSERM

El Institut national de la santé et de la recherche médicale (INSERM) es el Instituto Nacional de Investigación en Salud y Medicina de Francia.
Inserm fue creado en 1964.
De acuerdo con el SCImago Institutions Rankings 2019, Inserm está clasificada como la segunda mejor institución de investigación en el sector de la salud (detrás del NIH), y la 22 en todos los sectores.